# Jürgen Rost (Psychologe)
Jürgen Rost (* 12. August 1952; † 1. Juli 2017) war ein deutscher Psychologe und Hochschullehrer an der CAU Kiel.
Rost studierte Psychologie an der Universität Kiel. Er trug durch empirische Studien und theoretisch-konzeptionelle Beiträge in der internationalen psychologischen Fachliteratur wesentlich zur stärkeren Berücksichtigung der probabilistischen Testtheorie in Forschung und Praxis bei. Sein „Lehrbuch Testtheorie – Testkonstruktion“ gilt als deutschsprachiges Standardwerk hinsichtlich der Anwendung probabilistischer Testmodelle (insbesondere der Rasch-Familie) in der angewandten psychologischen Diagnostik.

## Schriften
- Gedächtnispsychologische Grundlagen naturwissenschaftlichen Wissens. (Institut für die Pädagogik der Naturwissenschaften an der Universität Kiel), Beltz 1981, ISBN 978-3407691217.
- Quantitative und qualitative probabilistische Testtheorien, Hogrefe 1988, ISBN 978-3-456-81713-2.
- Lehrbuch Testtheorie – Testkonstruktion, 2. vollst. überarb. und erw. Aufl., Bern 2004, ISBN 3-456-83964-2.